# Sopo Halvași
Sopo Halvași (georgiană: სოფო ხალვაში, API: /sɔpʰɔ xɑlvɑʃi/) este o cântăreață din Georgia. Ea și-a reprezentat țara la Eurovision 2007.